# マーデルング変形
マーデルング変形(Madelung deformity)とは、手関節が銃剣状を呈する変形で、思春期の女子に多く見られる。

## 原因と症状
橈骨遠位端の掌尺側の成長障害が原因。その結果、橈骨遠位端の関節面が斜めになり、手根骨が変形する。また、尺骨が背側に脱臼する。